# Салия, Вахтанг
Вахта́нг Са́лия (груз. ვახტანგ სალია; 30 августа 2007) — грузинский футболист, нападающий тбилисского «Динамо». 30 августа 2025 года станет игроком клуба «Ньюкасл Юнайтед».

## Клубная карьера
Воспитанник футбольной академии клуба «Динамо» (Тбилиси), за которую выступал с девятилетнего возраста. 24 ноября 2023 года дебютировал за «Динамо» в матче Эровнули-лиги против клуба «Торпедо» (Кутаиси). 10 марта 2024 года 16-летний игрок забил свой первый гол за «Динамо» в матче против «Торпедо» (Кутаиси).

## Карьера в сборной
В октябре 2022 года дебютировал за сборную Грузии до 17 лет.